# Bombardement sur les dortoirs de Kharkiv
Le bombardement sur les dortoirs de Kharkiv est menée par l'aviation russe avec une série de missiles tirés dans la soirée du 17 août et le matin du 18 août 2022. Il s'agit de l'une des plus importantes attaques ayant visées la ville, qui plus est de nuit. L'impact a coûté la vie à 25 personnes, dont un garçon de 11 ans. 44 autres ont été blessés (dont 3 enfants).

## Contexte
Au tout début de l'invasion russe de l'Ukraine en 2022, les soldats russes ont tenté de capturer la ville, sans succès ; Kharkiv fut bombardé quasi constamment par des obus d'artillerie et des roquettes depuis lors.

## Déroulé des événements

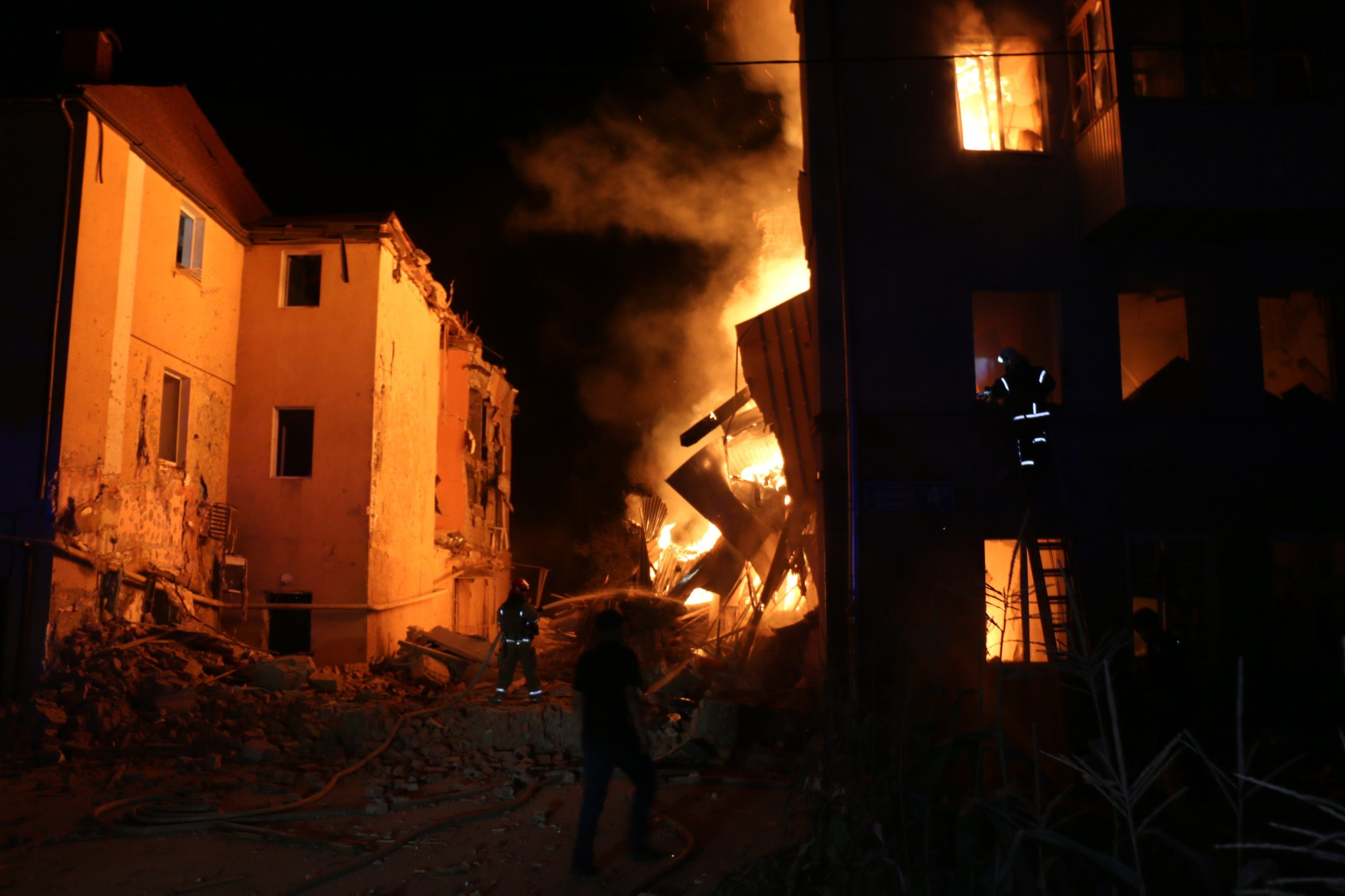
Dortoir dans le district de Saltivskyi le jour de l'attaque.

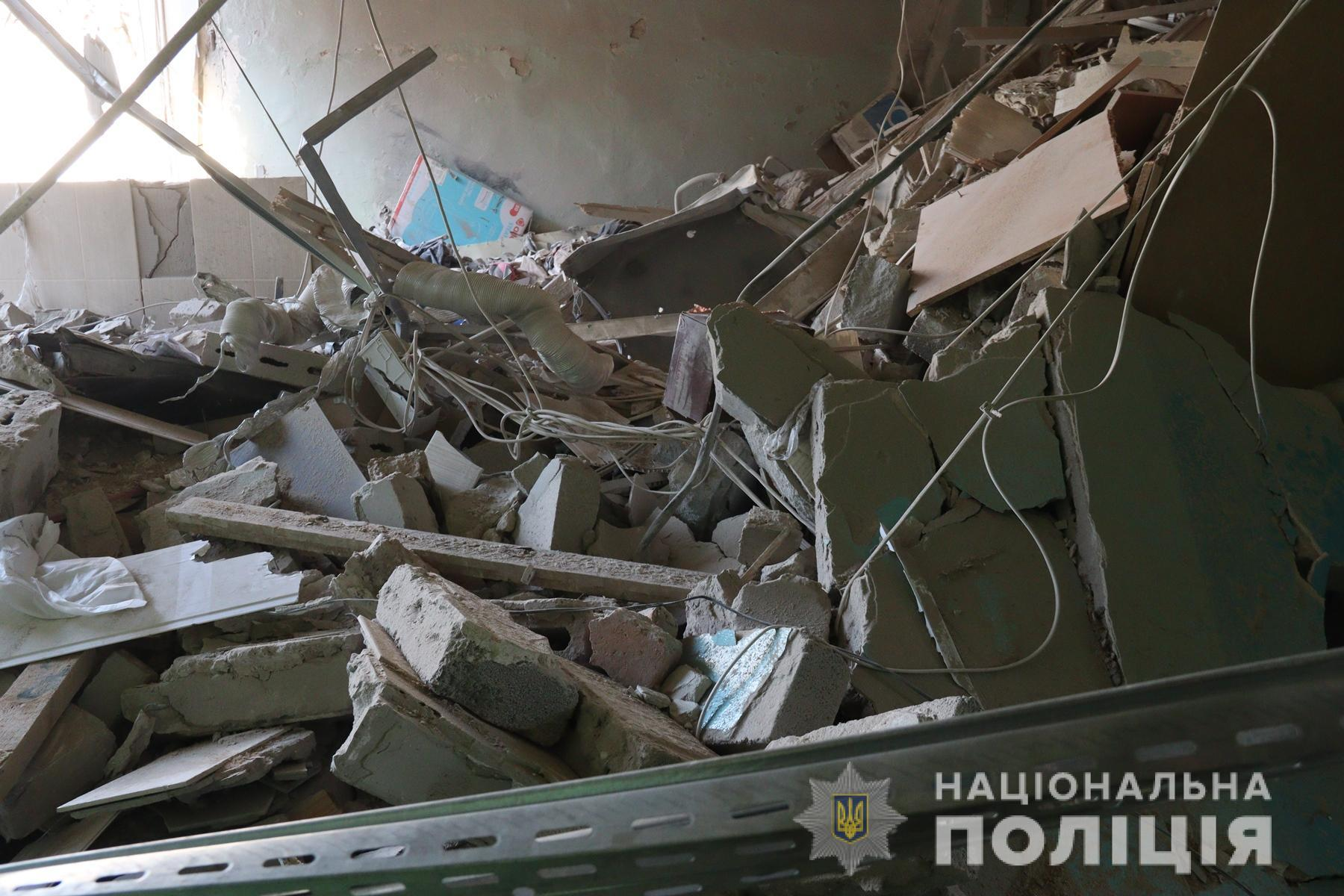
Dortoir dans le district de Slobidskyi après l'attaque.

Le 17 août 2022, à 04 h 30 du matin, plusieurs roquettes sont tirées depuis Belgorod sur les quartiers Slobidskyi et Saltivskyi de Kharkiv. Dans le district de Slobidskyi, une auberge de quatre étages d'un dépôt de tramway est touchée, ainsi qu'un atelier de réparation adjacent et un bâtiment non résidentiel voisin.
La deuxième attaque au missile est menée à 21 h 30 et détruit une auberge de trois étages dans le district de Saltivskyi, où vivaient des personnes malentendantes. L'attaque au missile provoque un incendie et le bâtiment est complètement détruit.

## Victimes
Dans le district de Slobidskyi, le jour de la tragédie, le bilan est de deux personnes tuées et 18 autres blessées, dont deux enfants. Par la suite, les corps de six personnes sont excavés sous les ruines. Dix unités d'équipement d'incendie et de sauvetage ont travaillé sur les lieux du bombardement avec quarante sauveteurs du service d'urgence de l'État.
Dans le district de Saltivskyi, 19 personnes ont perdus la vie et 22 blessées, dont un enfant de 11 ans,.

## Réactions

### Ukraine
Le président ukrainien Volodymyr Zelensky déclare : « Quand vous entendez parler de Kharkiv Saltivka, c'est à nouveau la douleur. La douleur pour toute l'Ukraine, la douleur pour Kharkiv », a-t-il écrit. « Attaque à la roquette… Sur l'auberge… Le bâtiment est complètement détruit ». Le président décrit le meurtre d'habitants comme « un coup ignoble et cynique aux civils, qui n'a aucune justification et démontre l'impuissance de l'agresseur ».
Selon le chef de l'administration militaire de la région de Kharkiv, Oleh Synyehubov (en) : « Les Russes ont brutalement et délibérément attaqué des civils. Et maintenant, dans leurs soi-disant « médias », ils répandent un autre faux sur les « installations militaires ». Il n'y a pas d'installations militaires. Installations exclusivement civiles, y compris les retraités et les enfants. C'est du vrai terrorisme, dont seuls les démons sont capables ! ».

### Russie
Le ministère russe de la Défense confirme l'attaque au missile sur Kharkiv dans son briefing. Selon leur version, « une arme au sol de haute précision a frappé une base temporaire de mercenaires étrangers » et en conséquence, « plus de 90 militants ont été détruits ».

## Deuil
Le 19 août, un deuil est déclaré à Kharkiv en mémoire des personnes tuées par les bombardements russes.